# Färöische Fußballmeisterschaft 1995
Die Färöische Fußballmeisterschaft 1995 wurde in der 1. Deild genannten ersten färöischen Liga ausgetragen und war insgesamt die 53. Saison. Sie startete am 14. Mai 1995 und endete am 15. Oktober 1995.
Die Aufsteiger Sumba/VB und FS Vágar waren die 20. und 21. Teilnehmer der höchsten Spielklasse nach Einführung des Ligaspielbetriebs 1947. Meister wurde Titelverteidiger GÍ Gøta, die den Titel somit zum dritten Mal in Folge und zum fünften Mal insgesamt erringen konnten. Absteigen musste hingegen NSÍ Runavík nach zwei Jahren Erstklassigkeit.
Im Vergleich zur Vorsaison verschlechterte sich die Torquote auf 3,32 pro Spiel. Die höchsten Siege erzielten GÍ Gøta mit 6:1 im Auswärtsspiel gegen KÍ Klaksvík am 15. Spieltag sowie jeweils mit einem 5:0 B68 Toftir im Heimspiel gegen FS Vágar am ersten Spieltag, HB Tórshavn im Heimspiel gegen KÍ Klaksvík am achten Spieltag, HB Tórshavn im Auswärtsspiel gegen B36 Tórshavn am zehnten Spieltag und B68 Toftir im Auswärtsspiel gegen NSÍ Runavík am vorletzten Spieltag. Das torreichste Spiel absolvierten jeweils FS Vágar und HB Tórshavn. Am zweiten Spieltag endete die Begegnung mit 3:5, am 14. Spieltag mit 5:3, wobei FS Vágar jeweils Heimrecht besaß.

## Modus
In der 1. Deild spielte jede Mannschaft an 18 Spieltagen jeweils zwei Mal gegen jede andere. Die punktbeste Mannschaft zu Saisonende stand als Meister dieser Liga fest, die letzte Mannschaft stieg in die 2. Deild ab. Erstmals wurde nach der Drei-Punkte-Regel gespielt. In der neu eingeführten Relegation musste der Neuntplatzierte zudem noch zwei Relegationsspiele gegen den Zweitplatzierten der 2. Deild um den Verbleib in der 1. Deild austragen. Für die Europapokalsaison 1996/97 wurde der ersten färöischen Liga nachträglich ein weiterer Qualifikationsplatz im UEFA-Pokal zugesprochen, hierfür rückte der Viertplatzierte nach.

## Saisonverlauf

### Meisterschaftsentscheidung
B68 Toftir erwischte einen perfekten Start in die Saison mit drei Siegen aus den ersten drei Spielen, die Tabellenführung war die Folge. Das nächste Spiel wurde zu Hause mit 1:2 gegen den Zweitplatzierten HB Tórshavn verloren, so dass beide Mannschaften die Plätze tauschten. B68 verlor in der Folge auch die nächsten beiden Spiele und rutschte auf Platz fünf ab. HB verlor hingegen auch die nächsten sieben Partien nicht, dabei wurde zudem kein einziges Gegentor kassiert. Am zwölften Spieltag erfolgte für HB Tórshavn schließlich beim 1:2 im Auswärtsspiel gegen GÍ Gøta die erste Niederlage. Nach einer weiteren Niederlage, dem 0:2 bei B71 Sandur am 15. Spieltag, verlor HB schließlich die Spitzenposition an GÍ Gøta. Diese lagen am siebten Spieltag noch auf Platz fünf, gewannen jedoch zehn von den restlichen elf Spielen bei einem Unentschieden und blieben somit bis zum Saisonende auf dem ersten Platz. Die Entscheidung um die Meisterschaft fiel am vorletzten Spieltag. Der Zweitplatzierte HB Tórshavn verlor hierbei sein Spiel bei KÍ Klaksvík mit 0:2, während der Erstplatzierte GÍ Gøta mit 2:0 bei B36 Tórshavn gewann und somit nicht mehr eingeholt werden konnte. GÍ lag hierbei bereits nach 24 Minuten durch zwei Eigentore vorne, HB kassierte beide Gegentore in der 50. und 67. Minute.

### Abstiegskampf
NSÍ Runavík gelang am vierten Spieltag mit einem 3:1 bei Sumba/VB der erste Sieg, nachdem die vorherigen Spiele allesamt verloren wurden. Dennoch gelang es nicht, sich aus der Abstiegszone zu entfernen, ab dem fünften Spieltag wurde der vorletzte Platz belegt. Erst am elften Spieltag konnte mit einem 1:0 im Auswärtsspiel gegen TB Tvøroyri der nächste Sieg gefeiert werden, dennoch musste NSÍ am 13. Spieltag aufgrund weiterer Niederlagen mit Sumba/VB die Plätze tauschen. Dieser Platz wurde auch bis zum Saisonende durchgängig belegt, da kein einziges Spiel mehr gewonnen werden konnte. Der Abstieg stand nach dem 16. Spieltag fest. Hierbei verlor NSÍ mit 1:5 bei GÍ Gøta, der Rückstand auf Sumba/VB konnte somit nicht mehr aufgeholt werden.
Sumba/VB hingegen verlor die ersten sieben Saisonspiele und befand sich ab dem vierten Spieltag am Tabellenende. Erst am elften Spieltag wurde mit einem 2:1-Auswärtssieg gegen KÍ Klaksvík der erste Dreier eingefahren. Die nächsten beiden Spiele konnten ebenfalls gewonnen werden, so dass ab dem 13. Spieltag der vorletzte Platz belegt wurde. Von den nächsten Spielen wurde nur noch eins verloren, der Relegationsplatz konnte jedoch nicht mehr verlassen werden, am zehnten Spieltag betrug der Rückstand auf den achten Platz noch zehn Punkte. Am letzten Spieltag gewann Sumba/VB mit 4:1 gegen TB Tvøroyri. Da jedoch KÍ Klaksvík gleichzeitig auswärts mit 4:1 gegen B71 Sandur ebenfalls gewann, behielten beide Mannschaften ihre Plätze. KÍ lag in ihrem Spiel bereits nach 15 Minuten mit 2:0 in Führung, Sumba/VB hatte bereits nach sieben Minuten diesen Zwischenstand erzielt.

## Abschlusstabelle
| Pl. | Verein         | Sp. | S  | U | N  | Tore    | Diff. | Punkte |
| --- | -------------- | --- | -- | - | -- | ------- | ----- | ------ |
| 1.  | GÍ Gøta (M)    | 18  | 13 | 2 | 3  | 041:160 | +25   | 41     |
| 2.  | HB Tórshavn    | 18  | 9  | 6 | 3  | 034:140 | +20   | 33     |
| 3.  | B68 Toftir     | 18  | 9  | 3 | 6  | 043:210 | +22   | 30     |
| 4.  | B71 Sandur     | 18  | 9  | 2 | 7  | 035:270 | +8    | 29     |
| 5.  | B36 Tórshavn   | 18  | 8  | 2 | 8  | 023:350 | −12   | 26     |
| 6.  | FS Vágar (N)   | 18  | 6  | 5 | 7  | 030:380 | −8    | 23     |
| 7.  | TB Tvøroyri    | 18  | 6  | 4 | 8  | 023:290 | −6    | 22     |
| 8.  | KÍ Klaksvík    | 18  | 6  | 4 | 8  | 031:430 | −12   | 22     |
| 9.  | Sumba/VB 1 (N) | 18  | 6  | 2 | 10 | 026:390 | −13   | 20     |
| 10. | NSÍ Runavík    | 18  | 2  | 2 | 14 | 013:370 | −24   | 08     |

Platzierungskriterien: 1. Punkte – 2. Tordifferenz – 3. geschossene Tore

| (M) | Meister des Vorjahrs           |
| (P) | Pokalsieger des Vorjahrs       |
| (N) | Neuaufsteiger aus der 2. Deild |

## Spiele und Ergebnisse
|              | B36 | B68 | B71 | FSV | GÍ  | HB  | KÍ  | NSÍ | TB  | S/VB |
| ------------ | --- | --- | --- | --- | --- | --- | --- | --- | --- | ---- |
| B36 Tórshavn |     | 0:4 | 3:1 | 3:2 | 0:2 | 0:5 | 2:1 | 1:0 | 1:0 | 1:2  |
| B68 Toftir   | 2:0 |     | 1:1 | 5:0 | 1:1 | 1:2 | 2:1 | 4:1 | 1:2 | 3:0  |
| B71 Sandur   | 1:2 | 2:1 |     | 2:0 | 2:3 | 2:0 | 1:4 | 2:1 | 2:1 | 5:1  |
| FS Vágar     | 1:1 | 1:5 | 1:1 |     | 3:2 | 3:5 | 5:3 | 2:0 | 3:1 | 2:4  |
| GÍ Gøta      | 2:0 | 0:2 | 3:2 | 2:1 |     | 2:1 | 5:1 | 5:1 | 2:0 | 3:0  |
| HB Tórshavn  | 5:1 | 3:1 | 1:0 | 0:0 | 0:0 |     | 5:0 | 0:0 | 4:1 | 2:0  |
| KÍ Klaksvík  | 2:2 | 4:3 | 1:3 | 0:0 | 1:6 | 2:0 |     | 2:1 | 2:2 | 1:2  |
| NSÍ Runavík  | 1:2 | 0:5 | 0:2 | 1:2 | 0:1 | 0:0 | 1:2 |     | 2:3 | 0:3  |
| TB Tvøroyri  | 3:2 | 1:1 | 2:0 | 1:2 | 1:0 | 0:0 | 2:2 | 0:1 |     | 2:0  |
| Sumba/VB     | 1:2 | 2:1 | 2:6 | 2:2 | 0:2 | 1:1 | 1:2 | 1:3 | 4:1 |      |

## Relegation
Die beiden Relegationsspiele zwischen dem Neunten der 1. Deild und dem Zweiten der 2. Deild wurden am 21. und 29. Oktober 1995 ausgetragen.
| Datum                                    |             | Ergebnis  |             | Tore |
| ---------------------------------------- | ----------- | --------- | ----------- | --- |
| 21. Oktober 1995                         | EB/Streymur | 0:0       | Sumba/VB    | |
| 29. Oktober 1995                         | Sumba/VB    | 8:0 (3:0) | EB/Streymur | 1:0 John Eystberg (22.), 2:0 Eirikur Joensen (33.), 3:0 John Eystberg (36.), 4:0 Pól Thorsteinsson (55.), 5:0 Eirikur Joensen (58.), 6:0 John Eystberg (71.), 7:0 John Eystberg (73.), 8:0 Jón Gærdbo (86.) |
| Gesamt:                                  | EB/Streymur | 0:8       | Sumba/VB    | |
| Damit verblieb Sumba/VB in der 1. Deild. |             |           |             | |

## Torschützenliste
Bei gleicher Anzahl von Treffern sind die Spieler nach dem Nachnamen alphabetisch geordnet.
| Platz | Spieler                 | Mannschaft                     | Tore |
| ----- | ----------------------- | ------------------------------ | ---- |
| 1     | Súni Fríði Johannesen   | B68 Toftir                     | 24   |
| 2     | Jan Allan Müller        | Sumba/VB                       | 11   |
| 3     | Eli Hentze              | B71 Sandur                     | 10   |
| 3     | Magni Jarnskor          | GÍ Gøta                        | 10   |
| 3     | Kurt Mørkøre            | B68 Toftir (7) KÍ Klaksvík (3) | 10   |
| 6     | Torbjørn Jensen         | B71 Sandur                     | 09   |
| 7     | Uni Arge                | HB Tórshavn                    | 08   |
| 7     | Sigfríður S. Clementsen | HB Tórshavn                    | 08   |
| 7     | Olgar Danielsen         | KÍ Klaksvík                    | 08   |
| 10    | Henning Jarnskor        | GÍ Gøta                        | 07   |
| 10    | Kristian á Reynatrøð    | B36 Tórshavn                   | 07   |

## Trainer
| Mannschaft   | Trainer            | Spieltage |
| ------------ | ------------------ | --------- |
| B36 Tórshavn | Petur Simonsen     | 01–18     |
| B68 Toftir   | Petur Mohr         | 01–18     |
| B71 Sandur   | Piotr Krakowski    | 01–18     |
| FS Vágar     | Finn Røntved       | 01–11     |
| FS Vágar     | Albert Ellefsen    | 12–18     |
| FS Vágar     | Páll Fróði Joensen | 12–18     |
| GÍ Gøta      | Jóhan Nielsen      | 01–18     |
| HB Tórshavn  | Jóannes Jakobsen   | 01–18     |
| KÍ Klaksvík  | Sverri Jacobsen    | 01–18     |
| NSÍ Runavík  | Ian Salter         | 01–06     |
| NSÍ Runavík  | Meinhard Dalbúð    | 07–18     |
| NSÍ Runavík  | Jógvan Norðbúð     | 07–18     |
| Sumba/VB     | Bjarne Hansen      | 01–18     |
| TB Tvøroyri  | Frank Skytte       | 01–15     |
| TB Tvøroyri  | Sigvald Steinkross | 16–18     |

Insgesamt drei Teams wechselten Trainer aus. NSÍ Runavík verschlechterte sich nach dem Wechsel um eine Positionen auf den letzten Platz, FS Vágar konnte sich hingegen um eine Position auf den sechsten Platz verbessern. Bei TB Tvøroyri hatte der Wechsel keine Auswirkungen.

## Spielstätten
In Klammern sind bei mehreren aufgeführten Stadien die Anzahl der dort ausgetragenen Spiele angegeben.
| Mannschaft   | Stadion              | Spielort   |
| ------------ | -------------------- | ---------- |
| B36 Tórshavn | Gundadalur           | Tórshavn   |
| B68 Toftir   | Svangaskarð (8)      | Toftir     |
| B68 Toftir   | Tofta Leikvøllur (1) | Toftir     |
| B71 Sandur   | Inni í Dal           | Sandur     |
| FS Vágar     | Valloyran (4)        | Sandavágur |
| FS Vágar     | Við Kirkjar (5)      | Miðvágur   |
| GÍ Gøta      | Sarpugerði           | Norðragøta |
| HB Tórshavn  | Gundadalur           | Tórshavn   |
| KÍ Klaksvík  | Við Djúpumýrar       | Klaksvík   |
| NSÍ Runavík  | Við Løkin            | Runavík    |
| Sumba/VB     | Á Eiðinum (5)        | Vágur      |
| Sumba/VB     | Á Krossinum (4)      | Sumba      |
| TB Tvøroyri  | Sevmýri              | Tvøroyri   |

## Schiedsrichter
Folgende Schiedsrichter leiteten die 90 Erstligaspiele:
| Name                    | Stammverein    | Spiele |
| ----------------------- | -------------- | ------ |
| Nemus Napoleon Djurhuus | HB Tórshavn    | 12 1   |
| Lassin Isaksen          | KÍ Klaksvík    | 12     |
| Jóhan Carl Dam          | HB Tórshavn    | 11     |
| Kim Ejdesgaard          | Fram Tórshavn  | 11     |
| Sune Johansen           | SÍF Sandavágur | 10     |
| Petur Erhard Kjærbo     | Sumba/VB       | 08     |
| Niklas á Líðarenda      | GÍ Gøta        | 08 1   |
| Jónfinn Olsen           | SÍF Sandavágur | 08     |
| Birgir Sondum           | B36 Tórshavn   | 08     |
| Sunleiv Højgaard        | NSÍ Runavík    | 01     |
| Tummas Pauli Olsen      | GÍ Gøta        | 01     |

## Die Meistermannschaft
In Klammern sind die Anzahl der Einsätze sowie die dabei erzielten Tore genannt.
| 1. | GÍ Gøta |
|    | Poul Ennigarð (17/0) \| Ronni Hansen (3/0) \| Heini Heinason (7/0) \| Jan P. Jacobsen (2/0) \| Henning Jarnskor (18/7) \| Magni Jarnskor (17/10) \| Pauli Jarnskor (18/3) \| Sámal Joensen (5/1) \| Sunvard Joensen (1/0) \| Alvi Justinussen (18/0) \| Rúni Justinussen (17/2) \| Símun Petur Justinussen (17/6) \| Jens Martin Knudsen (17/0) \| Petur Páll Mikkelsen (7/0) \| Jóan Petur Olsen (18/4) \| John Petersen (12/4) \| Janus Rasmussen (17/0) \| Erland Tvørfoss (11/2) ohne Einsatz: Magni Jacobsen \| Poul Andrias Jacobsen \| Rúni Klein Joensen \| Jan Skoradal - Trainer: Jóhan Nielsen |

## Auszeichnungen
Nach dem Saisonende gaben die Kapitäne und Trainer der zehn Ligateilnehmer sowie Pressemitglieder ihre Stimmen zur Wahl der folgenden Auszeichnung ab:
- Spieler des Jahres: John Petersen (GÍ Gøta)

## Nationaler Pokal
Im Landespokal gewann HB Tórshavn mit 3:1 gegen B68 Toftir. Meister GÍ Gøta schied im Halbfinale mit 0:1 gegen TB Tvøroyri aus.

## Europapokal
1995/96 spielte GÍ Gøta als Meister des Vorjahres in der Qualifikation zum UEFA-Pokal gegen Raith Rovers (Schottland). Das Hinspiel wurde mit 0:4 verloren, im Rückspiel konnte ein 2:2 erreicht werden.
HB Tórshavn nahm am UI-Cup teil. In der Gruppenphase spielte HB 0:0 gegen Universitatea Cluj (Rumänien), verlor 0:10 bei Tromsø IL (Norwegen), was die höchste Niederlage eines färöischen Vereins darstellt, spielte 1:1 gegen Germinal Ekeren (Belgien) und verlor abschließend mit 1:6 bei FC Aarau (Schweiz).
KÍ Klaksvík spielte als Pokalsieger des Vorjahres in der Qualifikation zum Europapokal der Pokalsieger. Gegen Maccabi Haifa (Israel) wurde das Spiel auswärts mit 0:4 verloren, zu Hause konnte jedoch mit 3:2 gewonnen werden, was den ersten sportlichen Sieg einer färöischen Mannschaft darstellte.